# DreamHack
A DreamHack a világ legnagyobb digitális fesztiválja. A helyi hálózatok összejövetelén élő koncertek zajlanak, illetve versenyek kerülnek megrendezésre digitális művészet formájában, és emellett az e-sport is kiemelkedő szerepet kap. Az első rendezvényt Malungban tartották meg, Svédországban. A DreamHacket Európa-szerte számos helyen megrendezték már: Stockholmban és Jönköpingben (Svédországban), és turnézott egész Európában, mint például Franciaországban, Bukarestben és Kolozsváron, emellett Valencia és London is helyet kapott. 2016-ban a DreamHack megtartja az első eseményét az amerikai kontinensen a texasi Austinban.
Köztudott a Guinness Rekordok Könyvéből, hogy a Twin Galaxies a világ legnagyobb LAN-party- és számítógépes fesztiválja, valamint az is, hogy itt a világon a leggyorsabb az internetkapcsolat és a legtöbb a generált forgalom. Az internetkapcsolat rekordot 2012-ben mérték, a világ második legnagyobb számítógép-fesztiválján: A  „The Gathering” alkalmával Norvégiában.
2007-ben a DreamHack alapítói becsület-oklevelet kaptak a jönköpingi önkormányzattól, amiért fontosak szerepet vállaltak az oktatás, a társadalom és a helyi közösségek számára.

## Eseményösszefoglaló
A DreamHack önmaga szerint a világ legnagyobb digitális fesztiválja. A téli eseményen következetesen mintegy 10%-kal több a látogató, mint a nyári eseményen, de minden más szempontból ezek nagyon hasonlóak. Mindkét esemény 72 órát tart, és ütemezett tevékenységgel rendelkezik éjjel-nappal, minden nap.
2011 telére a rendezvény behálózta az Elmia Kongresszusi és Kiállítási Központot, valamint a szomszédos jégkorongarénát és az ütővel játszott sportok központját. A résztvevők teljes száma 27 000 fő volt, ebből nagyjából 800 volt a személyzet.
A résztvevők életkora általános iskolásoktól idősekig terjedt, bár az átlagéletkor 16-17 év volt. Az emberek a világ minden tájáról eljöttek, hogy részt vegyenek rajta. A legutóbbi DreamHack Bukarestben 2015. április 24–27. között került megrendezésre.
A rendezvény öt fő részből áll: a fesztiválból, a játékversenyekből, a digitális művészetek versenyéből, az élő koncertekből és az expóból.
| Összetevők                    | Leírás |
| ----------------------------- | --- |
| Fesztivál                     | Minden jelenlévő kap egy asztalt (60 cm mély és 83 cm széles), egy széket, egy konnektort és egy LAN-csatlakozót, amelyen keresztül a DreamHack szolgáltatja az egyik leggyorsabb internetkapcsolatot a világon, mintegy 2011 óta. Erre a helyre általában saját felszerelést visznek ki, többek közt egy kijelzőt vagy tv-t, számítógépet vagy konzolt. Néhányan a saját irodai széküket hozták el, hogy helyettesítse a tartozékokat. Mivel a nap huszonnégy órájában van aktivitás, a résztvevők alhatnak a szomszédos alvó csarnokokban, amelyekhez saját alvási berendezések járnak. |
| Játékversenyek                | A teljes összbevétel több mint 3 millió svéd korona, mivel a DreamHack e-sport-versenyei vonzzák a profi játékosokat a világ minden tájáról, leginkább Dél-Koreából. A DreamHack mintegy száz különböző videót sugároz folyamatosan az interneten, amelyből a legfelkapottabbak az e-sport-versenyek. Ezek közül 21 a DreamHack munkássága, a többi független és közvetíti a svéd nemzeti TV. Ezeket nézik az emberek a világ minden kontinensén, és a 2011-es téli DreamHack egyedi nézőinek száma több mint 1,6 millió volt, ami újabb rekord. |
| Digitális művészetek versenye | A „DreamHack Kreativ” versenyen a digitális dolgok létrehozásában versenyeznek digitalizált fényképekkel, rajzokkal, zenével, 3D-modellekkel, bemutatókkal, játékokkal, animációkkal és filmekkel. Ez sokak számára az egyik legfontosabb része az eseménynek, hiszen az ilyen versenyek nagyon ritkák, és az olyan helyek, ahol ezek a művészek személyesen találkozhatnak a közönséggel, még ritkábbak. Néhány résztvevő az egész eseményt olyan kreatív alkotások készítésével töltötte, mint például egy film vagy zenemű létrehozása. Az órákon át tartó „ceremónia” során az összes beadványt bemutatják a hatalmas képernyőkön, és lejátsszák a nagyszínpadról, hatalmas ovációt váltva ki a közönségből, amely nagyon nagyra értékeli ezeket az alkotásokat. |
| Élő koncertek                 | Minden este nagyszabású zenei programok kerülnek megrendezésre a nagyszínpadon. Ez a szempont drámaian növelte a DreamHack népszerűségét, és az egyik legfontosabb tényező a napijegyek növekvő értékesítése terén, és úgy gondolják a szervezők, hogy a jövőbeli koncertek valószínűleg még nagyobb szabásúak lesznek. A fesztivál technológiai iránya azt tükrözi, hogy a nagyszínpad szokatlanul látványos egy ilyen méretű színpadhoz képest: kifinomult lézerek- és fénytechnikával, valamint videó közvetítő eszközökkel van felszerelve. |
| Expo                          | Sok cég mutatja be a termékeit az Expo területén, és gyakori, hogy a nagy játékfejlesztő stúdiók engedik a látogatóknak, hogy játszhassanak a jelenleg fejlesztés alatt álló játékokkal is. Vannak még különböző szemináriumok és előadások, valamint egy boltja a számítástechnikai berendezéseknek. |

## Története
A DreamHack iskolatársak és barátok kis összejövetele volt a Malung általános iskola alagsorában a ’90-es években. 1994-ben átköltözött az iskolai kávézóba, és egyike lett a nagyobb regionális vállalkozásoknak. Az 1994-es összejövetel volt az első, ahol DreamHack néven tűntek fel.
1997-ben az esemény átköltözött az Arena Kupolenbe, Borlängébe, így ez lett Svédországban a legnagyobb, Skandináviában pedig a harmadik legnagyobb LAN-party. Továbbá a 2001-es DreamHack óta a rendezvényeket az Elmia Kongresszusi és Kiállítási Központban, Jönköpingben tartják meg.
2002-től kezdve a DreamHack félévenkénti eseménnyé vált: a DreamHack Summer – amelyet júniusban tartanak és leginkább a  játékokat célozza meg – mellett megrendezik a DreamHack Wintert, amely viszont jóval nagyobb hangsúlyt fektet a digitális művészetekre, ezt november utolsó hétvégéjén tartják. A különbség oka azóta sem világos, és talán sosem fog teljesen eltűnni.
2011-ben a DreamHack AB vállalati reformon ment keresztül, megújítva a cég igazgatását.
A DreamHack Winter 2011 volt a házigazdája a világ legelső League of Legends világbajnokságnak. A következő évi League of Legends világbajnokságot külön rendezték.
2012. november 5-én elhangzott, hogy a DreamHack partneri megállapodást kötött a Major League Gaminggel (MLG) és az Electronic Sports League-gel (ESL), hogy elősegítsék a növekedést és a fejlődést az észak-amerikai és európai e-sport-életben. Ez a partnerség egységesített versenystruktúrákat, egyetemes ranglistákat és több más érdekes dolgot tartalmaz.
2013-ban a már teljes értékű DreamHack AB is elkezdett dolgozni egy harmadik eseményen nyár végén, Stockholmban. A konferencia házigazdája 2014-ben a Globe Arena.
2015 novemberében a Modern Times Group nevű cég teljesen felvásárolta a DreamHack vállalatot, igen kimagasló összegért, 244 millió svéd koronáért.

## Fordítás
Ez a szócikk részben vagy egészben  a   DreamHack című angol Wikipédia-szócikk fordításán alapul.  Az eredeti cikk szerkesztőit annak laptörténete sorolja fel. Ez a jelzés csupán a megfogalmazás eredetét és a szerzői jogokat jelzi, nem szolgál a cikkben szereplő információk forrásmegjelöléseként.